# Christoph, Prinț de Schleswig-Holstein
Christoph, Prinț de Schleswig-Holstein (n. 22 august 1949, Güby, Republica Federală Germania, Germania – d. 27 septembrie 2023, Güby, Schleswig-Holstein, Germania) a fost Șeful Casei de Schleswig-Holstein-Sonderburg-Glücksburg și al Casei de Oldenburg din 1980. A fost Duce de Schleswig-Holstein și Duce de Glücksburg.
Casa de Oldenburg este casa regală a Danemarcei (din 1448) și a Norvegiei (1450–1818 și din 1905), și a fost casa regală a mai multor țări incluiv Grecia, Suedia și Rusia; de asemenea, include pe moștenitorul la tron al Regatului Unit. Ca atare, el este șeful familiei care astăzi include pe Margareta a II-a a Danemarcei, Harald al V-lea al Norvegiei, Constantin al II-lea al Greciei și, linia paternă  a lui Charles, Prinț de Wales.
Christoph este descendentul senior al liniei masculine al regelui Christian al III-lea al Danemarcei. Stră-străbunicul său, Friedrich, Duce de Schleswig-Holstein-Sonderburg-Glücksburg, a fost fratele mai mare al regelui Christian al IX-lea al Danemarcei. De asemenea, Christoph este descendentul reginei Victoria și a țarului Alexandru al II-lea al Rusiei și se găsește în linia de succesiune la tronul britanic.
Din 1980 el a condus Consiliul Director al Fundației care deține castelul ancestral al Casei de Glücksburg, Castelul Glücksburg. El era proprietarul domeniului Grünholz și unul dintre cei mai mari proprietari de terenuri din Schleswig-Holstein.